# اکاتتارا
اکاتتارا (به انگلیسی: Akathethara) یک منطقهٔ مسکونی در هند است که در کرالا واقع شده‌است.

## خصوصیات
اکاتتارا ۸٬۱۹۰ نفر جمعیت دارد.